# Joris Voorn
Joris Voorn (Moergestel, 25 februari 1977) is een Nederlands house- en technoproducer en -dj. Hij studeerde af als interieurarchitect op de Academie voor de Kunsten AKI Enschede, maar besloot daarna om muziek op de eerste plaats te zetten.
In zijn jeugd speelde Voorn viool en gitaar. Toen hij via de radio kennis maakte met technomuziek, richtte hij zijn aandacht daarop. Tijdens zijn studie in Enschede won hij een dj-wedstrijd en werd hij een van de vaste dj's van poppodium Atak. Vanaf 1997 werd Voorn regelmatig gevraagd voor optredens.
In 2002 bracht hij zijn eerste muziek uit. Technoproducenten als Laurent Garnier spreken vol lof over Voorn. Voorn zegde zijn baan bij een architectenbureau op en ging leven van zijn muziek. In 2003 werd hij tijdens de Dutch DJ Awards uitgeroepen tot Nederlands talent van het jaar.
Joris Voorn, samen met mede-oprichter Edwin Oosterwal, heeft de labels 'Green' (2005) en 'Rejected' (2007) opgericht. Terwijl 'Green' een platform bood voor enkele van zijn grootste hits, waaronder 'Ringo' uit 2013 en 'Looks Fake Obviously' uit 2016, bood 'Rejected' een platform voor meer recht-toe-recht-aan house tracks gericht op de dansvloer, zoals verschillende afleveringen in de 'Dusty House' Eps en tracks van zijn collega's zoals Deetron, Anton Pieete, Ian Pooley en Steve Rachmad.
In 2006 stond Voorn op het Lowlands-festival en sloot in 2019 Awakeningsfestival op zaterdag af.
In 2023 had Voorn een Top 40-hit met zijn remix van Transmission van collega-dj Eelke Kleijn.